# Tincourt-Boucly
Tincourt-Boucly là một xã ở tỉnh Somme, vùng Hauts-de-France, Pháp.

## Địa lý
Thị trấn này có cự ly khoảng 33 miles về phía đông của Amiens, trên đường D88 và D199.

## Dân số
| 1962                                                  | 1968 | 1975 | 1982 | 1990 | 1999 |
| ----------------------------------------------------- | ---- | ---- | ---- | ---- | ---- |
| 407                                                   | 429  | 385  | 384  | 383  | 389  |
| Số liệu dân số từ năm 1962, dân số không tính hai lần |      |      |      |      |      |